# What It Feels Like for a Girl
Singles de Madonna
Don't Tell Me
(2000) Die Another Day
(2002)
Pistes de Music
Don't Tell Me
(7) Paradise (Not For Me)
(9)
What It Feels Like for a Girl est le dernier extrait de l'album Music de Madonna.

## Production
La chanson est écrite par Madonna, Guy Sigsworth et David Torn et produit par Madonna, Sigsworth et Mark Stent. Le single débute par une introduction parlée, de Charlotte Gainsbourg, et extraite du film The Cement Garden de 1993.

## Vidéoclip
La vidéo est considérée comme étant l'une des plus violentes de l'histoire de la musique. Dirigée par son ex-mari Guy Ritchie, cette vidéo fait scandale et sera bannie des chaines de vidéoclip (peu de temps après celui de Robbie Williams). Ce sera le 4e vidéoclip de Madonna à avoir été bannie de MTV après Justify My Love, Erotica et Human Nature. À la suite de la censure du clip sur MTV et Much Music, elle et sa compagnie Warner Bros. produisent une vidéocassette et un DVD de cette vidéo. Les clips Die Another Day et American Life seront également censurés. 
Filmé en février 2001 à Los Angeles, notamment sur Olympic Boulevard 

## Reprises
Les acteurs de la série télévisée Glee ont repris cette chanson dans le 15e épisode de la première saison, dédié à Madonna et intitulé The Power of Madonna.